# At Vance
At Vance is een Duitse powermetal band.

## Artiesten
- Mats Levén - vocalist (sinds 2003)
- Olaf Lenk - gitarist, toetsenist (sinds 1998)
- Rainald König - gitarist (sinds 1998)
- Sascha Feldmann - bassist (sinds 2002)
- Jürgen Lucas - drummer (sinds 2005)

## Vroegere leden
- Oliver Hartmann - vocalist (1999 - 2003)
- Jochen Schnur - bassist (1998 - 2002)
- Spoony - drummer (1998 - 1999)
- Jürgen “Luckey” Lucas - drummer (1999 - 2004)
- Uli Müller - toetsenist (1998 - 2002)

## Discografie
- 1999 - No Escape (Shark)
- 2000 - Heart Of Steel (Shark)
- 2001 - Dragonchaser (Shark)
- 2002 - Only Human (AFM)
- 2003 - The Evil In You (AFM)
- 2005 - Chained (AFM)
- 2007 - VII
- 2009 - Ride The Sky